# Peer Nielsen
Peer Nielsen (Copenhaga, 25 de junho de 1942) é um ex-canoísta dinamarquês especialista em provas de velocidade.

## Carreira
Foi vencedor da medalha de bronze em C-2 1000 m em Tóquio 1964, junto com o seu colega de equipa John Sørensen.